# 伊勢佳世
伊勢 佳世（いせ かよ、1981年〈昭和56年〉5月30日 - ）は、日本の俳優。身長164cm。神奈川県出身。
吉住モータース所属。祖父の伊勢長之助、父の伊勢真一は共にドキュメンタリー映画監督。

## 人物
法政大学人間環境学部卒業。在学中に劇団俳優座養成所に入所する。2008年以降、前川知大が主宰する劇団イキウメのほとんどの公演に参加している。
日本放送協会（NHK）アナウンサーの鈴木奈穂子は法政大学女子高等学校（現：法政大学国際高等学校）時代の同級生であり、鈴木が2024年4月3日放送のNHK総合『あさイチ』にてそのことを明らかにした。

## 出演

### 舞台
- 見よ、飛行機の高く飛べるを（世田谷パブリックシアター／作：永井愛　演出：アントワーヌ・コーベ）- 2004年
- ソウル市民（世田谷パブリックシアター／作：平田オリザ　演出：フレデリック・フェイスバック）- 2005年・（ランス・アヴィニョン演劇祭）2006年
- 湖の秋（作：長谷川孝治　演出：髙岸未朝）- 2005年
- 喝采（地人会／作：クリフォード・オデッツ　演出：木村光一）- 2005年
- 野火（原作：大岡昇平　脚本・演出：鐘下辰男）- 2006年
- 美しきものの伝説（作：宮本研　演出：入谷俊一）- 2006年
- 風薫る日に（作：ふたくちつよし　演出：亀井光子）- 2006年
- 審判・失踪者（世田谷パブリックシアター／原作：フランツ・カフカ　演出：松本修）- 2007年
- 死のバリエーション（世田谷パブリックシアター／作：ヨン・フォッセ　演出：アントワーヌ・コーベ）- 2007年
- イキウメ（作・演出：前川知大（特筆がなければ））
  - イキウメ試演会Ⅱ 煙の先（作：前川知大、演出：イキウメ俳優部）- 2008年
  - 図書館的人生vol.2 盾と矛- 2008年
  - イキウメ短篇集（NHKシアターコレクション’09）- 2009年
  - 見えざるモノの生き残り- 2009年
  - 二人の高利貸しの21世紀（イキウメふたり会／作：岡田利規、脚色：前川知大）- 2010年
  - プランクトンの踊り場- 2010年
  - 図書館的人生Vol.3 食べもの連鎖）- 2010年
  - 散歩する侵略者- 2011年
  - 太陽- 2011年・2016年
  - ミッション（作：前川知大、演出：小川絵梨子）- 2012年
  - The Library of Life　まとめ＊図書館的人生（上）- 2012年
  - 獣の柱　まとめ＊図書館的人生（下）- 2013年
  - 片鱗- 2013年
  - 関数ドミノ- 2014年
  - 新しい祝日- 2015年
  - 聖地X- 2015年
- 奇ッ怪〜小泉八雲から聞いた話〜（世田谷パブリックシアター／作・演出：前川知大）- 2009年
- 芸人交換日記（脚本・演出：鈴木おさむ）- 2011年
  - 芸人交換日記〜リーディングシアター〜（脚本：鈴木おさむ　演出：村上大樹）- 2013年
- 素晴らしい一日（原作：平安寿子　脚本：ブラジリィー・アン・山田　演出：瀧川英次）- 2012年
- 暗いところからやってくる（KAATキッズプログラム／作：前川知大　演出：小川絵梨子）- 2012年・2014年
- テレビのなみだ（作・演出：鈴木おさむ）- 2013年
- OPUS ／作品（新国立劇場／作：マイケル・ホリンガー　演出：小川絵梨子）- 2013年
- こまつ座（作：井上ひさし　演出：鵜山仁）
  - マンザナ、わが町 - 2015年・2018年
  - 紙屋町さくらホテル - 2016年
  - 父と暮せば - 2018年・2021年
- 令嬢ジュリー（シス・カンパニー／作：A・ストリンドベリ　演出：小川絵梨子）- 2017年
- マリアの首-幻に長崎を想う曲-（かさなる視点-日本戯曲の力-VOL.3／作：田中千禾夫　演出：小川絵梨子）- 2017年
- CRIMES OF THE HEART -心の罪-（作：ベス・ヘンリー、演出：小川絵梨子）- 2017年
- パルコ・プロデュース
  - アンチゴーヌ（作：ジャン・アヌイ　演出：栗山民也）- 2018年
  - 腹黒弁天町（作：鈴木聡　演出：松村武）- 2022年
- かもめ（作：アントン・チェーホフ、演出：鈴木裕美）- 2019年
- Q：A Night At The Kabuki（NODA・MAP第23回・25回公演／作・演出：野田秀樹）- 2019年・2022年[4]
- 風姿花伝プロデュース
  - ミセス・クライン（／作：ニコラス・ライト　演出：上村聡史）- 2020年
  - ダウト 〜疑いについての寓話（風姿花伝プロデュース／作：ジョン・パトリック・シャンリィ　翻訳・演出：小川絵梨子）- 2021年
- ぼくの名前はズッキーニ（原作：ジル・パリス、脚本・演出：ノゾエ征爾）- 2021年
- Le Fils 息子（作：フロリアン・ゼレール　演出：ラディスラス・ショラー）- 2021年
- て（作・演出：岩井秀人）- 2024年・2025年[5]
- Bug Parade（作・演出：小沢道成）- 2025年[6]
- ヴォイツェック（作・演出：小川絵梨子）- 2025年[7]

### 映画
- 劇場版 美しい彼〜eternal〜（2023年4月7日、カルチュア・パブリッシャーズ） - パン姐さん 役
- じょっぱり 看護の人 花田ミキ（2024年7月2日公開、ポルトレ） - 花田ミキ（若い頃） 役[8]

### テレビドラマ
- 火曜22時枠 チーム・バチスタ3 アリアドネの弾丸 第4話（2011年8月2日、フジテレビ系） - 宮田香織（かつての白鳥の婚約者） 役
- 心霊内科医 稲生知性シリーズ（フジテレビ系） - 中岡俊子 役[9]
  - 心霊内科医 稲生知性（2023年3月28日 - 3月31日）[10]
  - 心霊内科医 稲生知性2（2023年12月27日 - 30日） [11]
- ドラマイズム 美しい彼2（2023年2月8日〜3月1日、毎日放送・TBSテレビ系） - パン姐さん 役
- 連続テレビ小説 虎に翼 (2024年4月3日 NHK) - 寅子の女学校の担任教師 役
- TRUE COLORS（2025年1月5日 - 3月2日、NHK BSプレミアム4K・NHK BS4K） - 塩沢美也子 役[12]
- カンテレ×FODドラマ 未恋〜かくれぼっちたち〜（2025年1月10日 - 3月14日、関西テレビ・フジテレビ系） - 長井篤子 役[13]

### CM
- サントリー 金麦 - 竹野内豊の妻 役
  - 「今日も帰る（彼）」篇（2025年1月）[14]
  - 「完璧な午後」篇（2025年5月 - ）[15]
  - 花やか皿キャンペーン「レシートと皿」篇（2025年6月）[16]